# The Great Hack
Pour plus de détails, voir Fiche technique et Distribution.
The Great Hack est un film documentaire produit et réalisé par Jehane Noujaim et Karim Amer (en) diffusé sur la plateforme Netflix à partir du 24 juillet 2019 qui analyse le scandale Facebook- Cambridge Analytica.

## Synopsis
Le documentaire traite de l'ascension et de la chute de la société d'analyse de données Cambridge Analytica et explique comment la vente des données de Facebook à Cambridge-Analytica a influencé l'élection présidentielle américaine de 2016 ainsi que la campagne lors du Brexit. Le documentaire se concentre sur Brittany Kaiser, l'ancienne directrice au développement des affaires chez Cambridge Analytica et fournit les témoignages de Carole Cadwalladr, la journaliste d'investigation travaillant pour  the Guardian et the Observer qui a exposé les dérives de Cambridge Analytica au grand public et de David Caroll (lanceur d'alerte), professeur de design multimédia à la Parsons The New School for Design qui a poursuivi Cambridge Analytica en vertu de la Data Protection Act 1998, loi britannique sur la protection des données pour que l'entreprise lui restitue les données que Facebook a vendues à Cambridge Analytica à son insu,,.
Roger McNamee, un des premiers investisseurs en capital-risque de Facebook parle de piratage du cerveau car « personne ne comprend vraiment cette technologie, beaucoup en ont peur ou sont aveuglément enthousiastes. Dans un tel monde, il est facile de manipuler » et Julian Wheatland, l'ancien directeur financier de Cambridge-Analytica et CEO d'avril à juin 2018,indique que « Cette technologie se poursuit et se poursuivra sans relâche.[...] Étant donné la vitesse à laquelle progresse cette technologie, parce que les gens la comprennent mal et parce qu'elle génère beaucoup d'inquiétude, il devait forcément y avoir un Cambridge Analytica ».

## Liste des journalistes et lanceurs d'alerte ayant permis la réalisation du film
- Carole Cadwalladr (journaliste, primée pour son travail),
- Christopher Wylie
- Shahmir Sanni
- Brittany Kaiser
- David Caroll

## Fiche technique
- Titre original : The Great Hack: L'affaire Cambridge Analytica
- Réalisation : Jehane Noujaim et Karim Amer (en)
- Durée : 114 minutes

## Distinction

### Nomination
- BAFTA 2020 : Meilleur film documentaire[7]